# Gibeon (météorite)
La météorite de Gibeon, ou simplement Gibeon, est une météorite de fer tombée sur Terre en Namibie.

## Caractéristiques
La météorite de Gibeon est constituée d'un alliage fer-nickel et contient également du cobalt et du phosphore. Sa structure cristalline est un exemple d'octaédrite.
La météorite s'est désintégrée en de nombreux fragments avant son impact. Sa masse totale connue avant impact atteint 26 tonnes, ce qui en fait l'une des plus grosses météorites connues.

## Localisation
Le champ d'éparpillement des fragments de la météorite recouvre une zone elliptique de 275 km de long sur 100 km de large, en Namibie. La météorite tire son nom de la ville la plus proche, Gibeon.

## Histoire
Les fragments de la météorite sont connus depuis plusieurs siècles par les Namaquas, peuple de pasteurs d'Afrique australe, qui s'en servent pour fabriquer des flèches et d'autres outils.
En 1836, le capitaine britannique J. E. Alexander en recueille quelques échantillons et les expédie à Londres. John Herschel les analyse et confirme leur origine extraterrestre.
Plus récemment, Yoshindo Yoshiwara, reconnu comme un des meilleurs forgerons du Japon et spécialisé dans les lames, a créé un katana, le tentetsutou (天鉄刀). Forgé à partir d'un fragment de la météorite, il est exposé au Japon, à l'Université de technologie de Chiba, avec à son côté un fragment de la météorite à partir de laquelle il a été créé.